# Шиклош (город)
Шиклош (венг. Siklós) — город в медье Баранья на юге Венгрии.

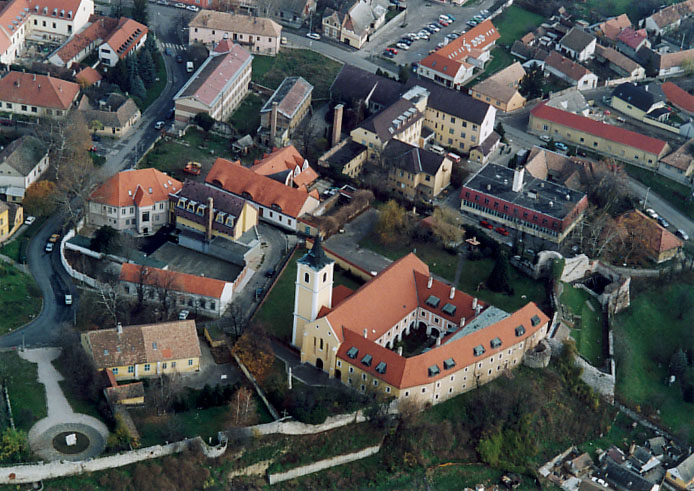

Шиклош расположен в 31 км к западу от административного центра медье Баранья — города Печ у границы с Хорватией. В 2001 году в городе проживало — 10 292 человека.
- Площадь города — 50,92 км².

## Достопримечательности

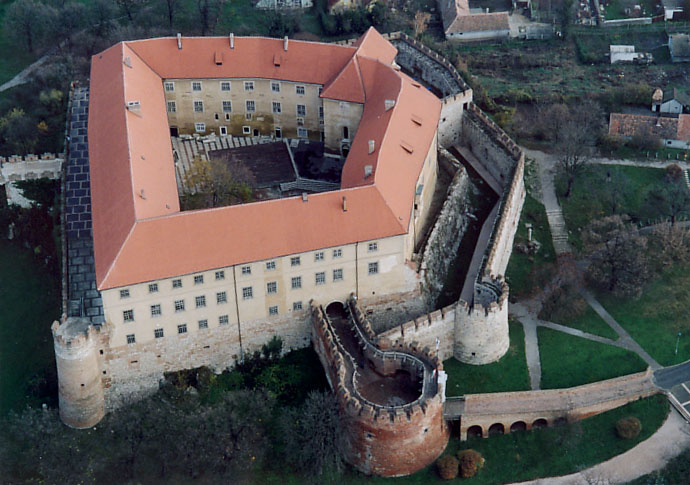
Крепость (замок)

Город знаменит замком, который впервые упоминается в исторических источниках в 1294 году.
В 1967 году в замке Шиклош был открыт музей 1-й болгарской армии

## Население
| Год  | Численность | Численность |
| ---- | ----------- | ----------- |
| 2013 | 9501        | [ 6 ]       |
| 2014 | 9402        | [ 7 ]       |
| 2018 | 8999        | [ 8 ]       |
| 2019 | 8912        | [ 9 ]       |
| 2021 | 8706        | [ 10 ]      |
| 2022 | 8797        | [ 11 ]      |
| 2023 | 8700        | [ 12 ]      |
| 2024 | 8679        | [ 3 ]       |

## Города-побратимы
- Аюд, Румыния[13]
- Дони-Михоляц, Хорватия[13]
- Молдава-над-Бодвоу, Словакия[13]
- Фельдбах, Австрия[13]
- Форново-ди-Таро, Италия[13]